# Tremore armonico

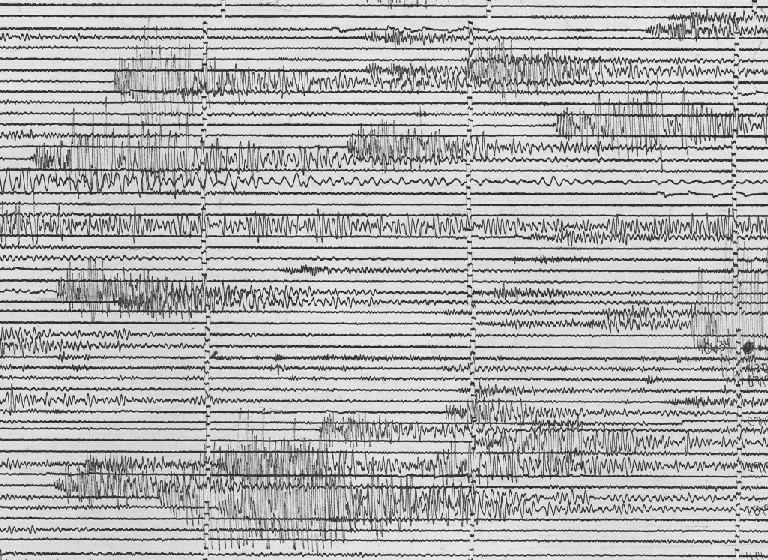
Esempio di sismogramma di un tremore armonico.

L'espressione tremore armonico indica un fenomeno fisico e geologico che si manifesta con un rilascio di energia sismica di lunga durata, con delle distinte linee spettrali (armoniche). Il tremore armonico spesso precede o accompagna un'eruzione vulcanica.
Più in generale, un tremore vulcanico è un segnale sostenuto che può o meno possedere queste caratteristiche armoniche spettrali.
Un tremore armonico è un rilascio sostenuto di energia sismica e/o infrasuoni tipicamente associato con i movimenti di magma del sottosuolo e/o del rilascio di gas provenienti dal magma.
Essendo un segnale di lunga durata continuo da una sorgente temporalmente estesa, un tremore vulcanico contrasta nettamente con le fonti transitorie di radiazioni sismiche, come i tremori tipicamente associati a terremoti o esplosioni.
Il primo a osservare una relazione tra eventi di lungo periodo e un'eruzione vulcanica fu Bernard Chouet, vulcanologo dello United States Geological Survey, mentre effettuava delle ricerche proprio per conto dello USGS.